# Kemono
Kemono (獣, « bête ») est un genre d'art japonais dont les personnages sont des animaux à forme et rôle humains. Le kemono est largement utilisé dans le dessin, la peinture, le manga, l'anime et les jeux vidéo.

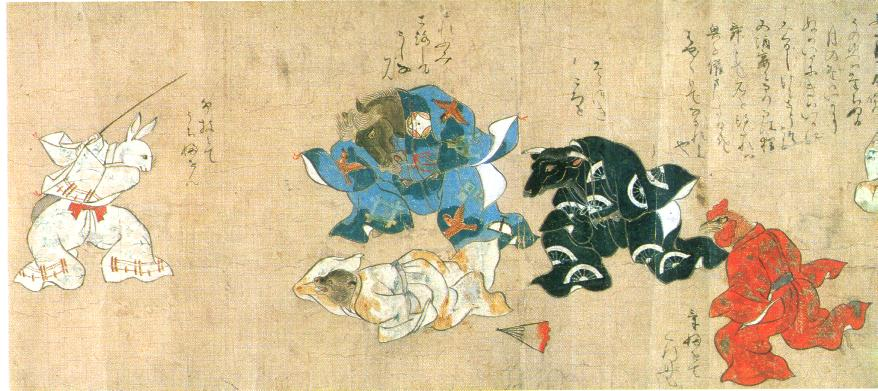
Kemono-Taiheiki, œuvre traditionnelle de la période Muromachi.

Les personnages à forme humaine du kemono sont souvent appelés jūjin (獣人, anthropomorphe) ; on rencontre également le terme kemonobito (« bête-humaine »). Leur style diffère d'un artiste à l'autre, mais certains critères sont récurrents : une forme générale humaine avec des traits animaux rendant le personnage mignon et chaleureux. Cependant, dans la plupart des cas les personnages de kemono conservent une façon d'être et d'agir typiquement humaine, se comportant rarement comme l'animal dont ils sont inspirés. De ce fait, le kemono représente le plus souvent des situations et manières de vie humaines : parlant, portant des vêtements humains, habitant des maisons… de façon à estomper la différence avec les humains ordinaires.

## Lekemonodans les divertissements populaires
Le style kemono se retrouve particulièrement dans les arts japonais, particulièrement dans les jeux vidéo. Voici une liste de publications japonaises qui incluent de tels personnages :

### Anime et manga
Note : il arrive assez souvent que les kemono soient confondus par des kemonomimi (exemple Inu-Yasha, Tokyo Mew Mew, etc).
- Utawareru mono
- Les différentes séries Dragon Ball
  - La race des Saiyans (Saiya-jin)
  - Oolon et Plume
- Phénix
  - Kuchi-inu
  - Ku Clan
- Inu-Yasha
  - Démons-animaux
- Samouraï Pizza Cats
- Le Royaume des chats
- Les dessins de la vie
- Loveless
- Pompoko
- Slayers
- Usagi Yojimbo
- Tokyo Mew Mew
- Beastars (anime)
- BNA: Brand New Animal
- Odd Taxi
- Aggretsuko
- One piece :
  - Minks

### Jeux vidéo
- La série de jeux Breath of Fire
  - Certains habitants du monde
- Chrono Trigger et Chrono Cross
  - Demi-humains de Medina, Marbule, Guldove
  - La race des Reptites
  - Frog
  - Lynx
- La série Darkstalkers
  - Felicia
  - Q-Bee
  - Rikuo (Aulbath)
- La série Final Fantasy
  - Final Fantasy I
    - dragons de Cardia Islands

  - Final Fantasy IV
    - habitants de Mithril

  - Final Fantasy V
    - les loups de Quelb

  - Final Fantasy VI
    - Lone Wolf

  - Final Fantasy IX
    - rats de Burmecia
    - certains habitants du monde

  - Final Fantasy X
    - la tribu Ronso (lions)

  - Final Fantasy Tactics Advance
    - les Bangaa (lézards)
    - les Viera (lapins)
- La série The Legend of Zelda
  - Ganon
  - certains monstres humanoïdes
- La série Metroid
  - les Chozo
- La série Mega Man X
  - les robots humanoïdes mi-animaux
- La série SaGa
  - La sous-série Final Fantasy Legend
    - monstres
    - certains habitants du monde
- La série Seiken Densetsu
  - Seiken Densetsu 3
    - Beast Kingdom

  - Legend of Mana
    - certains habitants du monde

  - Sword of Mana
    - Niccolo
- La série des Shining
  - personnage occasionnels
- La série Sonic the Hedgehog
- La série Star Fox
- La série Super Mario
  - les Koopa
- La série Wild Arms
  - la race des Elw
- Xenogears
  - les demi-humains de Kislev
  - la race des Chu-Chu
- Dans Solatorobo: Red the Hunter, la plupart des personnages sont des Kemono

## Kemono sur Internet
De nombreux artistes de kemono montrent leurs œuvres sur leur site web personnel.